# 臼田浩義
臼田 浩義（うすだ ひろよし、1940年8月10日 - 2019年12月26日）は、日本の実業家、馬主。

## 経歴
株式会社J-リザーブ代表取締役社長。イノテック株式会社専務、株式会社ポプラ社代表取締役会長などを歴任した。2010年にポプラ社の会長を退いてからの動向については不明な点が多く、臼田の所有馬であるスペシャルウィークを管理していた白井寿昭は、スペシャルウィークが2018年4月に死亡した時にも連絡が取れなかったと話している。

### 来歴
- 1961年4月 - 浅野物産株式会社に入社[2]。
- 1966年4月 - 東京エレクトロン株式会社に入社[2]。
- 1987年1月 - イノテック株式会社の代表取締役専務に就任[2][3][7]。
- 1994年12月 - 株式会社東京カソード研究所の監査役に就任[2][3]。
- 1996年11月 - イノマイクロ株式会社[注 1]の取締役会長に就任[3]。
- 2001年6月 - イノテックの代表取締役専務を退任[8]。
- 2007年10月 - 株式会社ポプラホールディングスの顧問に就任[9]。
- 2008年7月 - 株式会社アノーバ・ソリューションズの取締役を退任[10]。
- 2009年10月 - 株式会社ポプラ社の取締役会長に就任[11][12]。
- 2010年4月 - ポプラホールディングス外5社の合併による新会社、株式会社ポプラ社の取締役会長に就任[13][14]。
- 2010年11月 - ポプラ社の取締役会長を退任。
- 2019年12月26日 - 死去[4]。79歳没。

## 馬主活動

臼田の勝負服

日本中央競馬会（JRA）に登録する馬主として知られた。勝負服の柄は紫、白鋸歯形を使用し、冠名は特に用いなかった。
30歳前後の頃に勝川享昭と銀座で知り合い、馬主に興味を持つ。その後勝川が死去すると、その息子から「父の馬を引き取ってほしい」と頼まれ、馬主となった。勝負服も勝川の使用していたものと同一のものを引き継いだ。
ポプラ社の会長を退任した2010年以降より、リーチザクラウン、シンゲンといった重賞勝利馬をはじめ所有馬の一部を西山茂行、吉田千津らに譲渡した。

## 主な所有馬

### GⅠ級競走優勝馬
- スペシャルウィーク（1998年東京優駿、弥生賞、京都新聞杯、きさらぎ賞、菊花賞2着、皐月賞3着、ジャパンカップ3着、1999年天皇賞・春、天皇賞・秋、ジャパンカップ、アメリカジョッキークラブカップ、阪神大賞典、有馬記念2着、宝塚記念2着）

### グレード制重賞優勝馬
斜字は地方重賞。
- マジックキス（1996年北九州記念）
- サイレントハンター（1998年新潟大賞典、1999年中山金杯、産経大阪杯、2001年新潟大賞典）
- チューニー（2003年クイーンカップ、優駿牝馬2着）
- ハイアーゲーム（2004年青葉賞、東京優駿3着、2007年鳴尾記念）
- ピットファイター（2004年武蔵野ステークス、2005年アンタレスステークス、マーキュリーカップ）
- トロピカルライト（2006年兵庫ジュニアグランプリ、全日本2歳優駿2着）
- リーチザクラウン（2009年きさらぎ賞、東京優駿2着、2010年マイラーズカップ、現役中に西山茂行へ譲渡[16]。）
- ファイアーフロート（2010年京成杯オータムハンデキャップ、2013年建依別賞、2014年黒潮スプリンターズカップ、トレノ賞、建依別賞、珊瑚冠賞）

### 地方重賞優勝馬
- ルースリンド（2007年スパーキングサマーカップ、2008年金盃、東京記念、2009年東京記念）

### その他の所有馬
- コイントス（2002年有馬記念3着、他重賞2着5回、3着5回）
- フローテーション（2008年菊花賞2着）
- シンゲン[注 3]